# Cercopimorpha dolens
Cercopimorpha dolens là một loài bướm đêm thuộc phân họ Arctiinae, họ Erebidae.